# Evangelisch Freikirchliche Gemeinden in der Schweiz
Die Bewegung der Evangelisch Freikirchlichen Gemeinden in der Schweiz ist ein Verband von neun eigenständigen Gemeinden mit rund 900 Mitgliedern. EFG-Gemeinden sind evangelische Freikirchen mit Wurzeln in der Brüderbewegung und der Heiligungsbewegung.

## Geschichte
Die Bewegung der Evangelisch Freikirchlichen Gemeinden in der Schweiz geht auf die Initiative der Brüderbewegung in England zurück. 1837 besuchte John Nelson Darby die Schweiz und hielt verschiedene Predigten und Vorträge in der Westschweiz. 1843 wurden als erste Missionare das Ehepaar Espinett von der Bethesda Chapel in Bristol in die Schweiz ausgesandt. 1848 spaltete sich die Brüderbewegung in England in eine offene und eine geschlossene Richtung. Die Bewegung der Evangelisch Freikirchlichen Gemeinden in der Schweiz wurde von Georg Müller geprägt und zählte sich zur offenen Richtung.
1869 wurden die Schriften von Georg Müller einem breiten Publikum in der Schweiz zugänglich. Im Verlag von Christian Friedrich Spittler in Basel erschien das Buch Leben und Wirken des Georg Müller in Bristol – dessen Berichten entnommen und im Appenzeller Sonntagsblatt abgedruckt. 1876, 1878 und 1890 besuchte Georg Müller die Schweiz und hielt Vorträge in verschiedenen Städten in der Schweiz. Er sprach in Bern in der Festhalle vor 1800 Personen und vor 1900 Personen in der auf hugenottischer Tradition bestehenden französischen Kirche in Bern. Georg Müller wurde eine prägende Figur für die Heiligungsbewegung in der Schweiz.
1905 gab eine Erweckung in Linden und Homberg im Kanton Bern der Bewegung starken Aufschwung. Als Folge dieses Aufschwungs zählten sich weitere Gruppen in der deutschsprachigen Schweiz zur Bewegung. Die Benennung war uneinheitlich: Offene Brüder, Freie Brüdergemeinde, Freie Brüderversammlung, Freie Christliche Versammlung oder als externe Bezeichnung Homberg Brüder.
1930 wurde unter dem Namen Oekonomia ein erster Dachverband gegründet. 1990 wurde der Verband in Vereinigung Evangelisch Freikirchliche Gemeinden umbenannt und als Verein von Mitgliedsgemeinden organisiert. Seit dieser Zeit nennen sich die dem Verein zugehörigen Ortsgemeinden einheitlich Evangelisch Freikirchliche Gemeinde.
2013 existieren Gemeinden in Basel, Bern, Finsterhennen, Homberg BE, Linden BE, St. Gallen, Thun, Tschingel ob Gunten und Wiedlisbach. Die Verwaltung befindet sich in Bern.